# Fabian White
Fabian Christopher White Jr. (Atascocita, Texas, 29 de noviembre de 1998) es un jugador de baloncesto estadounidense que juega en el Al Ahli Tripoli de la BAL. Con 2.03 metros de estatura, juega en la posición de ala-pívot.

## Trayectoria deportiva

### Universidad
Es un ala-pívot formado en Atascocita High School de su ciudad natal hasta 2017, cuando ingresó en la Universidad de Houston, donde jugaría durante cinco temporadas la División I de la NCAA con los Houston Cougars, desde 2017 a 2022.

### Profesional
Tras no ser drafteado en 2022, firma por Los Angeles Lakers, con los que disputa la NBA Summer League. En la temporada 2022-23, firma con los South Bay Lakers de la NBA G League.
En verano de 2023, firma por Cleveland Cavaliers, con los que disputa la NBA Summer League. 
El 14 de agosto de 2023, firma por el Metropolitans 92 de la Pro A, la primera división del baloncesto francés.
El 30 de julio de 2024 fichó por el Manisa Basket de la Basketbol Süper Ligi (BSL).
Se consagró campeón de la temporada 2025 de la BAL jugando para el equipo libio Al Ahli Tripoli.